# جلبک‌های طلایی
جلبک‌های طلایی (به لاتین: Chrysophyta) اصطلاحی است که برای اشاره به ناجورتاژکان خاصی استفاده می‌شود.

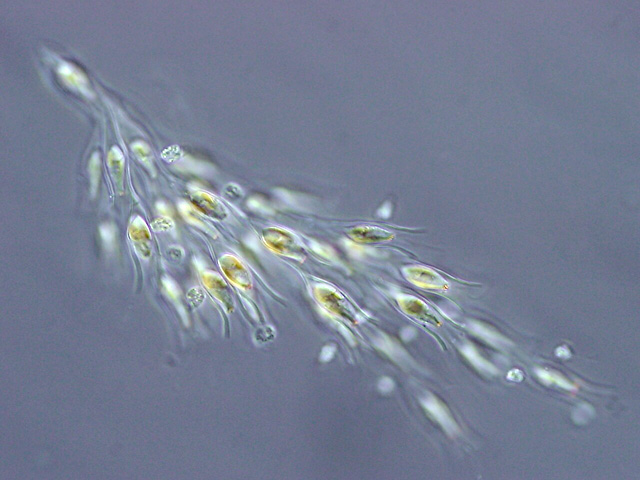
Dinobryon sp. از برکه شیشیتسوکا، تسوچیورا، استان ایباراکی، ژاپن

می‌توان از آن برای اشاره به موارد زیر استفاده کرد:
- Chrysophyceae (جلبک طلایی)، Bacillariophyceae (دیاتومه) و جلبک زرد-سبز با هم.[۱] به عنوان مثال، پاسچر (۱۹۱۴).[۲]
- Chrysophyceae (جلبک طلایی)[۳] به عنوان مثال، Margulis و همکاران. (۱۹۹۰).[۴]

جلبک‌های طلایی دارای ویژگی‌هایی است که شامل داشتن رنگدانه‌های فتوسنتزی که کلروفیل‌های a و c هستند، همچنین دارای یک کاروتنوئید زردرنگ به نام فوکوگزانتین است که رنگ منحصر به فرد و مشخص آنها را به عهده دارد. آنها همچنین غذا را به عنوان روغن و نه نشاسته ذخیره می‌کنند، سلول‌های آنها سلولز ندارد و اغلب با ترکیبات سیلیکونی آغشته می‌شوند. هر گونه علائم خاص خود را دارد.